# Раубер, Август
Август Раубер (нем. August Rauber; 1841—1917) — немецкий анатом и гистолог.

## Биография
Родился 9 марта 1841 года в Обермошеле.
Образование получил в Мюнхенском университете, где в 1865 году защитил диссертацию на степень доктора медицины о тельцах Фатера-Пачини в связках и надкостнице. В 1869 году он прошёл хабилитацию и с 1872 года был прозектором в Базельском университете (согласно «Энциклопедическому словарю Брокгауза и Ефрона», с 1869 года он был прозектором в Лейпцигском университете), а с 1873 года был экстраординарным профессором Лейпцигского университета.
С 1886 года состоял профессором Юрьевского университета по кафедре анатомии, которую возглавлял в течение 25 лет. «Высокий, худощавый, очень стройный человек с сумасшедшими черными глазами, с черными кудрями до плеч и с черною бородкою», он организовал в Дерпте образцовый учебный анатомический музей (открыт в 1890 году), составил «обширное руководство по анатомии — лучшее из существующих», получивший мировую известность и многократно переиздававшийся (19-е издание вышло в Штутгарте в 1955 году). Его 8-е издание в шести томах в обработке Копша (F. Kopsch) было выпущено в 1910—1915 гг. в переводе на русский язык под редакцией А. С. Догеля.
Вышел в отставку заслуженным профессором университета.
Научные работы Раубера посвящены макро- и микроскопической анатомии, антропологии, эмбриологии, тератологии, общей морфологии. Им дана точная топография телец Фатера — Пачини в коже конечностей, показано наличие 2 и 3-го копчиковых нервов, описаны формы нейроцитов в ганглиях головы, выделена в эмбриональном развитии стадия нейрулы, описан в зародышевом диске наружный клеточный слой, не относящийся к эктодерме, получивший название «слой Раубера». Раубер первым применил методику серийных срезов для исследования развивающегося яйца млекопитающих.
«Был он холост. Дома ему прислуживала молодая Aufwarterin — эстонка», которой он предложил «выйти за него замуж; та согласилась, сделалась Frau Professorin. Женитьба эта произвела в дерптском обществе скандал, Раубер с женою сделал визиты коллегам-профессорам: никто визита не отдал. Раубер стал жить одиночкой».
Умер 16 февраля (1 марта) 1917 года.